# Едуард III (Бар)
Едуард III (на френски: Édouard III de Bar, на немски: Eduard III von Bar; * края на юни 1377, † 25 октомври 1415, битката при Аженкур) от Дом Скарпон, е маркграф на Пон-а-Мусон (1399 – 1415) и херцог на Бар (1401 – 1415).

## Живот
Той е четвъртият син на херцог Роберт I (1344 – 1411) и Мария Френска (1344 – 1404), дъщеря на френския крал Жан II и Бона Люксембургска, дъщеря на Ян Люксембургски.
Едуард III наследява Бар по желание на баща му след смъртта на брат му Хайнрих (1398) и пленяването на брат му Филип от турците след битката при Никопол (1396). През 1398 г. баща му го прави маркграф на Пон-а-Мусон, като пренебрегва Роберт синът на Хайнрих, и през 1401 г. с неговото оттегляне на херцог на Бар.
През 1405 г. Едуард III получава от френския крал Шарл VI задачата да защитава Булон от нападенията на англичаните. През края на 1406 г. участва в поход под командването на херцог Луи Орлеански. След неговото убийство през 1407 г. той се съюзява с Жан Безстрашни.
Едуард III е убит през 1415 г. в битката при Аженкур. Той е погребан в църквата „Св. Максе“ в Бар льо Дюк, западно от Нанси. Негов наследник става брат му, кардинал Лудвиг, който дава херцогството на племенника си Ренé I Анжуйски Добрия.

## Деца
Едуард не е женен, но е баща на няколко извънбрачни деца:
1. от връзката му с Жана, доказана 1401 г., дъщеря на метр Жéрард Лебел, търговец в Сен Мийел:
  - Бона Bâtarde de Bar († 1430), ∞ ок. 1417 Жан дьо Сен-Луп, seigneur de Saint-Julien († пр. 6 април 1458)
2. от неизвестна жена:
  - Анне († 1420)
  - Хенри Bâtard de Bar († сл. 22 март 1442), 1436 seigneur de Boursault